# Krura (anatomia ramienionogów)
Krura (łac., ang. crura, l.poj. crus) − element szkieletu ramion lofoforu, występujący u niektórych ramienionogów.
Krura mają formę pary wapiennych wyrostków tylnej części skorupki grzbietowej, wychodzących z przegrody czyli septum środkowego bądź też ze stgruktur położonych przy brzegu zawiasowym (łac., ang. cardinalia). 
Krura, szkielet wewnętrzny proksymalnych części ramion lofoforu, mogą występować samodzielnie lub w połączeniu z innymi elementami szkieletowymi (brachidium):
- między innymi w rzędzie Rhynchonellida krura są jedynym elementem szkieletowym;
- w rzędzie Terebratulida dystalnym przedłużeniem krur jest pętla (ang. loop);
- w wymarłych rzędach Atrypida, Athyridida, Spiriferida i Spiriferinida dystalnym przedłużeniem krur jest spiralium[4].